# Fraiburgo
Fraiburgo là một đô thị thuộc bang Santa Catarina, Brasil. Đô thị này có diện tích 546,249 km², dân số năm 2007 là 34889 người, mật độ 68,8 người/km².